# Daim

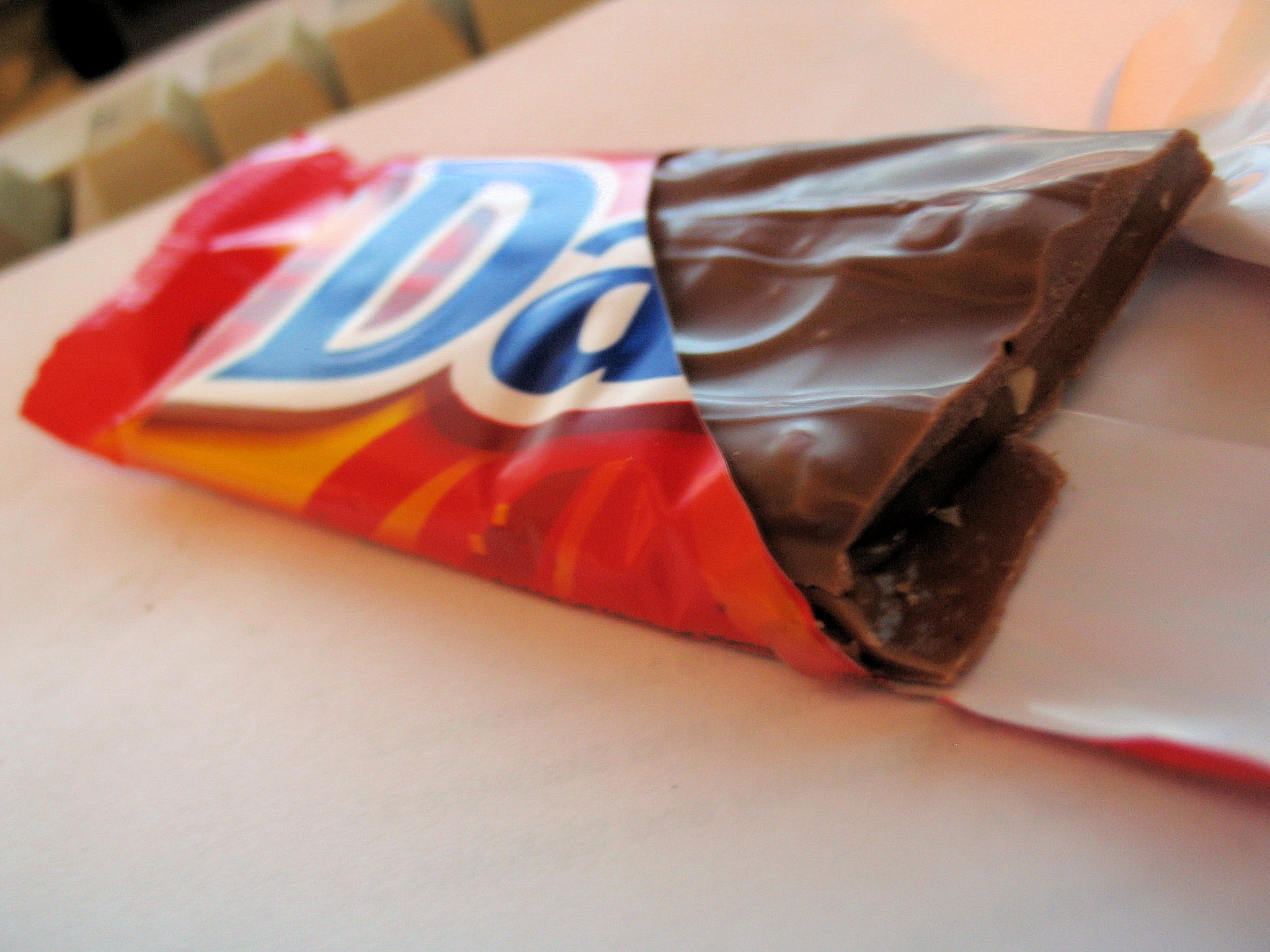
Una Daim sueca.

Daim (originalmente Dajm en sueco, y también Dime en el Reino Unido e Irlanda hasta 2005) es una barrita crujiente de almendra y mantequilla cubierta de chocolate con leche. La marca es actualmente propiedad de Kraft Foods, pero surgió en Suecia y Noruega en 1953, fabricada por Marabou y Freia respectivamente.
La barrita Dajm fue creada tras estudiar un producto parecido fabricado por la compañía estadounidense Heath. El vicepresidente de Marabou Lars Anderfelt pidió licencia para el producto de Heath a principios de los años 1950, pero le fue negada. Sin embargo, sí le dieron la lista de ingredientes. Tras años de prueba el centro crujiente fue perfeccionado, y con la adición del distintivo chocolate con leche Marabou se creó la barrita Dajm. Fue probada en Estocolmo en 1952 con gran éxito, y en 1953 se lanzó en Suecia y Noruega. Más tarde se extendió a Finlandia (1964) y Dinamarca (1971).
La barrita Daim es exportada desde Suecia (se fabrica en Upplands Väsby) a las tiendas IKEA de Australia, Bélgica, Reino Unido, Canadá, China, los Países Bajos, Grecia, Hungría, Irlanda, Italia, Polonia, Rusia, España, Portugal y Estados Unidos. En este último país Hershey produce un producto parecido llamado Skor.
En 2007 se lanzó una barrita Daim Edición Limitada de Capuchino. También se han comercializado versiones con frutas del bosque, cola, chocolate blanco y limón-naranja.